# 카페 이소베
《카페 이소베》(純喫茶磯辺 준킷사이소베[*])는 2008년 7월 5일에 개봉한 일본 영화이다.
감독, 각본, 편집은 영화 《책상 속》 등으로 알려진 요시다 케이스케, 주연은 미야사코 히로유키, 나카 리이사이다.

## 이야기
이소베 사키코(나카 리이사)는 엄마와 이혼한 아버지 유지로(미야사코 히로유키)와 으르렁대며 살아가고 있다. 어느 날, 유지로가 돌아가신 아버지의 유산으로 카페를 개업. 너무나 촌스러운 인테리어 센스에 놀라 항의하는 사키코지만, 유지로가 몰두하고 있는 점원 스가와라 모토코(아소 쿠미코)와 함께 가게를 꾸려나가면서, 부녀지간에도 변화가 생기기 시작한다.

## 캐스팅
- 이소베 유지로 : 미야사코 히로유키
- 이소베 사키코 : 나카 리이사
- 스가와라 모토코 : 아소 쿠미코
- 무기코 : 하마다 마리
- 시바타 : 사이토 요스케
- 오자와 : 단칸
- 혼고 : 미키 커티스
- 야스다 : 와다 소코
- 코테카 : 콘도 하루나(하리센본)

## 제작진
- 감독, 원작, 각본, 편집 : 요시다 케이스케
- 촬영 : 무라카미 타쿠
- 조명 : 야마다 신야
- 녹음 : 유와키 후사오
- 스타일리스트 : 코바야시 준코
- 음악 프로듀서 : 요코야마 켄 a.k.a Crazy KEN
- 제작 : 《카페 이소베》 제작위원회
- 배급 : 무비 아이 엔터테인먼트

## 주제가
- 테마곡
  - 크레이지 켄 밴드 - 남자의 활주로 (男の滑走路)

- 삽입곡
  - PISTOL VALVE - 페이크 자이브 (フェイクジャイヴ)